# Пайн-Флет (Каліфорнія)
Пайн-Флет (англ. Pine Flat) — переписна місцевість (CDP) в США, в окрузі Туларе штату Каліфорнія. Населення — 206 осіб (2020).

## Географія
Пайн-Флет розташований за координатами 35°52′25″ пн. ш. 118°38′33″ зх. д. / 35.87361° пн. ш. 118.64250° зх. д. (35.873624, -118.642525).  За даними Бюро перепису населення США в 2010 році переписна місцевість мала площу 3,01 км², уся площа — суходіл.

## Демографія
Згідно з переписом 2010 року, у переписній місцевості мешкало 166 осіб у 81 домогосподарстві у складі 47 родин. Густота населення становила 55 осіб/км².  Було 272 помешкання (90/км²).
Расовий склад населення:
| - 95,2 % — білих - 1,8 % — корінних американців - 1,8 % — азіатів |

До двох чи більше рас належало 1,2 %. Частка іспаномовних становила 6,6 % від усіх жителів.
За віковим діапазоном населення розподілялося таким чином: 19,3 % — особи молодші 18 років, 50,6 % — особи у віці 18—64 років, 30,1 % — особи у віці 65 років та старші. Медіана віку мешканця становила 54,3 року. На 100 осіб жіночої статі у переписній місцевості припадало 104,9 чоловіків;  на 100 жінок у віці від 18 років та старших — 103,0 чоловіків також старших 18 років.
Середній дохід на одне домашнє господарство  становив 41 560 доларів США (медіана — 21 250), а середній дохід на одну сім'ю — 71 906 доларів (медіана — 61 250). За межею бідності перебувало 24,5 % осіб, у тому числі 64,7 % дітей у віці до 18 років та 8,3 % осіб у віці 65 років та старших.
Цивільне працевлаштоване населення становило 47 осіб. Основні галузі зайнятості: освіта, охорона здоров'я та соціальна допомога — 42,6 %, публічна адміністрація — 19,1 %, роздрібна торгівля — 10,6 %, мистецтво, розваги та відпочинок — 10,6 %.